# Tomaszowice-Kolonia
Tomaszowice-Kolonia – kolonia w Polsce położona w województwie lubelskim, w powiecie lubelskim, w gminie Jastków.
W latach 1975–1998 miejscowość administracyjnie należała do ówczesnego województwa lubelskiego.
Wieś stanowi sołectwo gminy Jastków. Według Narodowego Spisu Powszechnego z roku 2011 wieś liczyła 697 mieszkańców.
Wieś jest siedzibą rzymskokatolickiej parafii Świętych Apostołów Piotra i Pawła w Tomaszowicach.

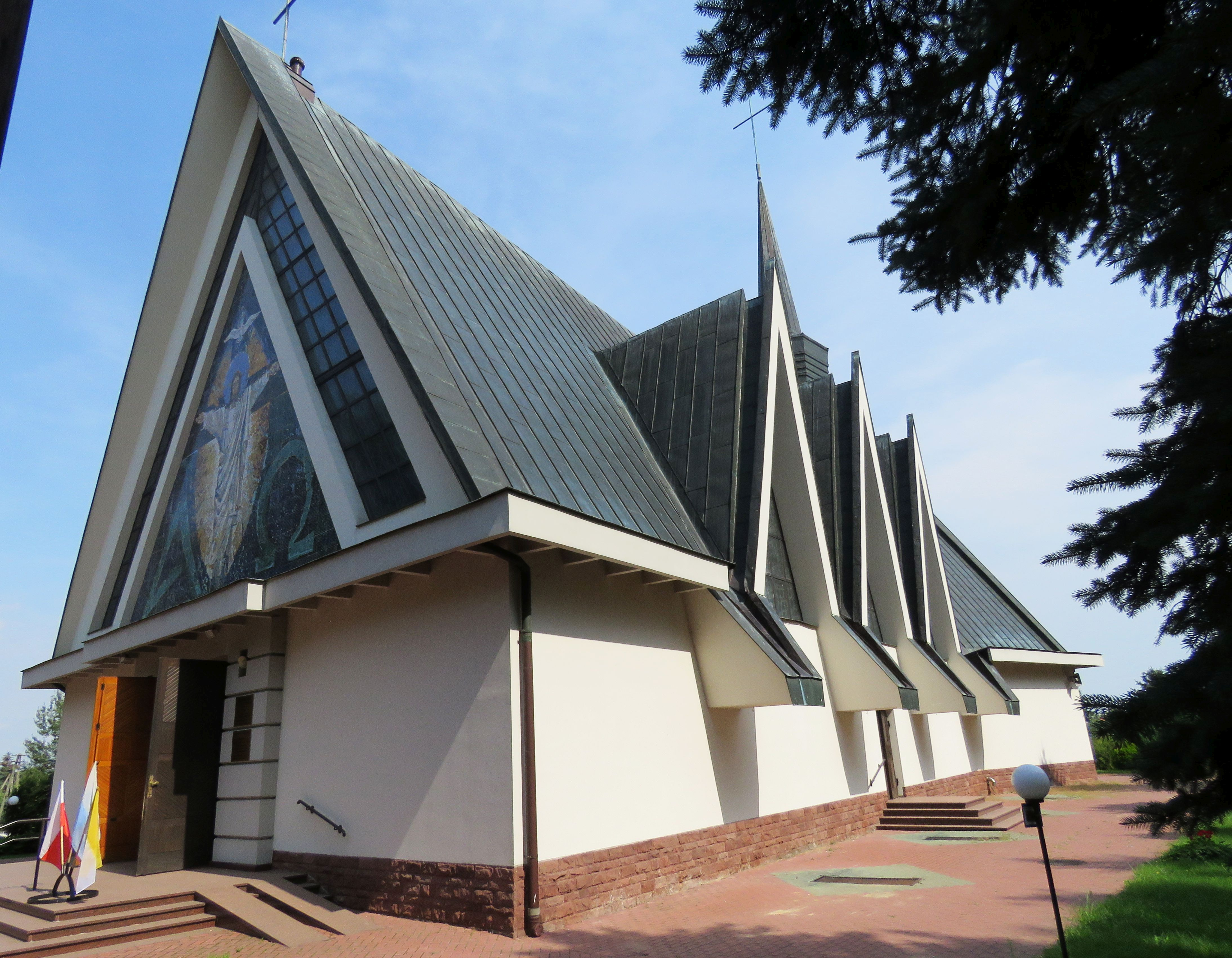
Kościół parafialny